# بيتر غارلاند (ملحن)
بيتر غارلاند (بالإنجليزية: Peter Garland)‏ هو ملحن أمريكي، ولد في 25 يناير 1952.

## وصلات خارجية
- بيتر غارلاند على موقع ميوزك برينز (الإنجليزية)
- بيتر غارلاند على موقع ديسكوغز (الإنجليزية)